# Charmosyna papou
Charmosyna papou là một loài chim trong họ Psittacidae.

## Hình ảnh

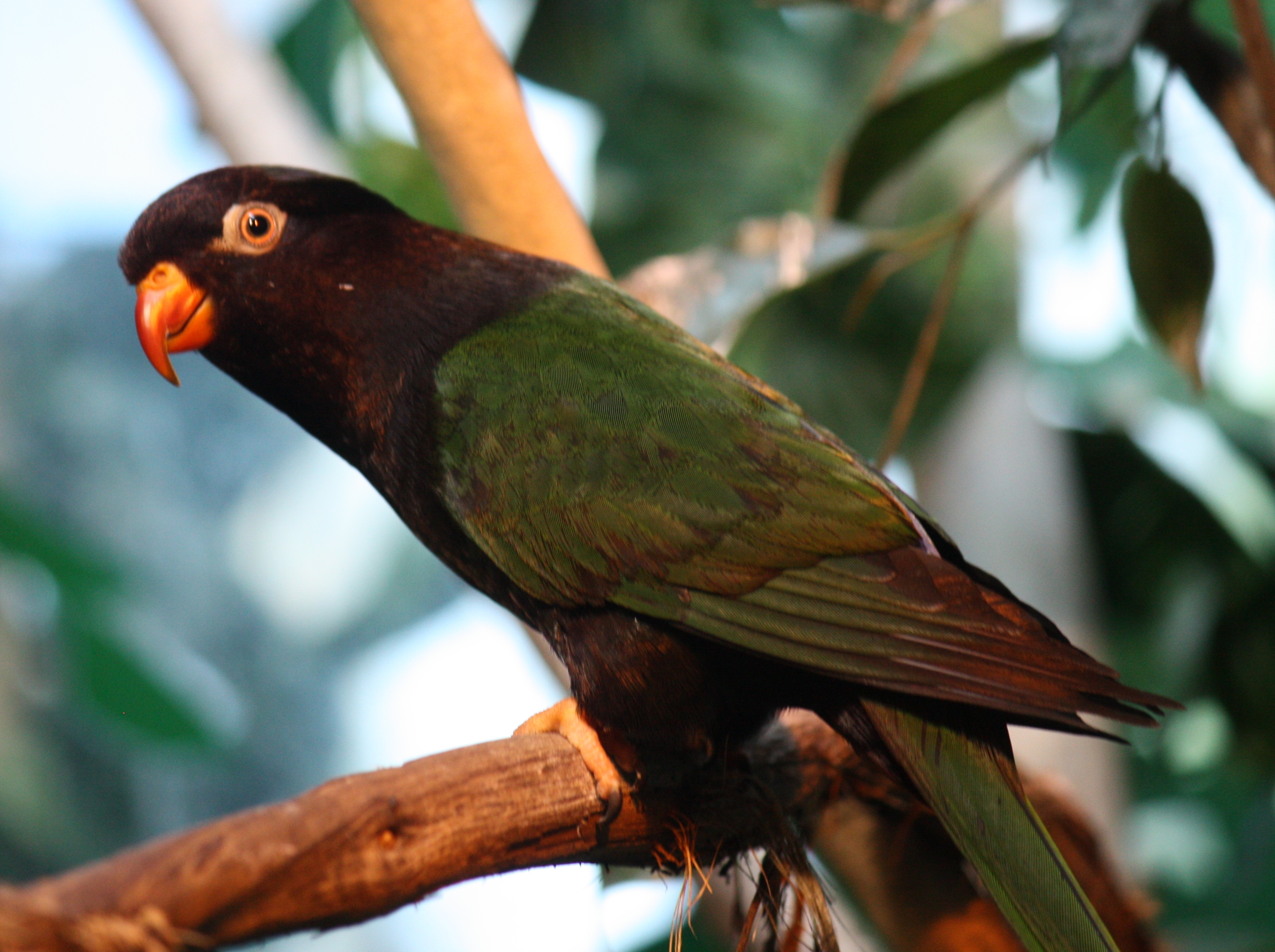
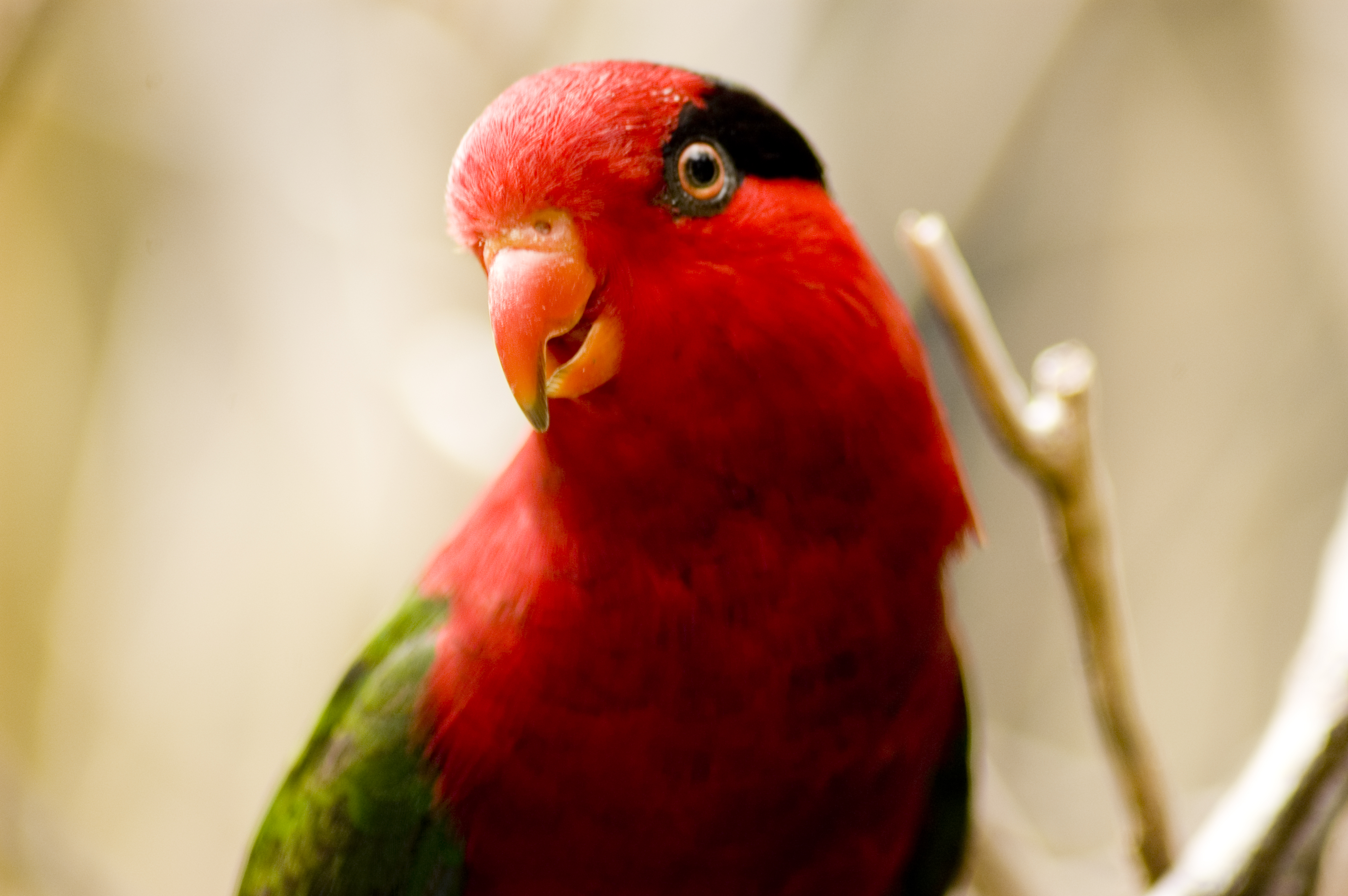
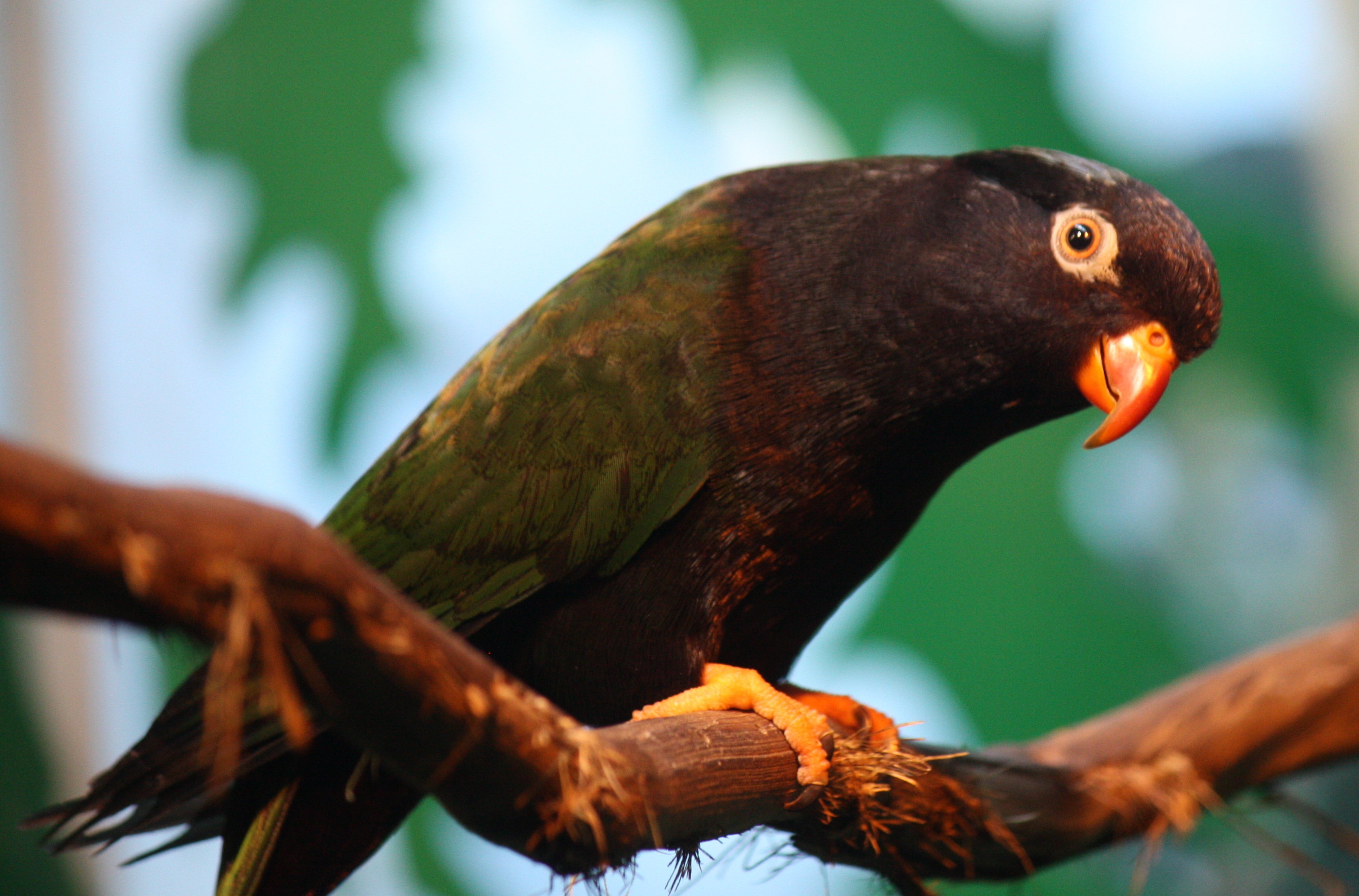